# Cheltenham (St. Vincent und die Grenadinen)
Cheltenham ist ein Ort auf der Insel Mustique, die dem Staat St. Vincent und die Grenadinen angehört. Der Ort liegt an der Nordwestküste der Insel. 